# Erythrura tricolor
Il diamante di Tanimbar (Erythrura tricolor Vieillot, 1817) è un uccello passeriforme della famiglia degli Estrildidi.

## Distribuzione edhabitat
Come intuibile dal nome comune, il diamante di Tanimbar è diffuso sulle omonime isole: tuttavia, lo si trova anche su numerose altre isole delle Molucche meridionali, fra cui Timor, Wetar, Babar, Damar e Romang.
L'habitat di questa specie, a differenza di numerose altre specie congeneri ed abitatrici della foresta pluviale, è rappresentato dalla foresta secca e dalle aree alberate e cespugliose sul limitare della savana.

## Descrizione

### Dimensioni
Coi suoi 9-10 cm di lunghezza, coda compresa, rappresenta la specie più piccola del genere Erythrura.

### Aspetto
La colorazione è molto appariscente e composta da tre colori (da cui il nome scientifico della specie): testa, petto e ventre sono di colore blu, che sfuma gradualmente nel verde di ventre, dorso ed ali, mentre il codione e la coda sono del colore rosso vivo tipico delle specie del genere Erythrura. Nella femmina, la colorazione è meno vivida, con minore estensione del blu sul corpo. Il becco è nero, le zampe sono di colore carnicino, gli occhi sono di colore bruno scuro.

## Biologia
Si tratta di uccelli che vivono solitari od in coppie e tendono a muoversi nel tardo pomeriggio od al mattino, volando con circospezione fra i rami ed i cespugli.

### Alimentazione
La dieta del diamante di Tanimbar è rappresentata principalmente da semi di piccole dimensioni, che l'animale estrae preferibilmente ancora immaturi dalle piante e che spezza col forte becco. Questi uccelli si nutrono anche di frutti e bacche, così come sporadicamente cacciano piccoli insetti volanti.

### Riproduzione
Il periodo riproduttivo comincia generalmente con la fine della stagione piovosa, in modo tale da assicurare ai piccoli una copiosa quantità di cibo. Come la stragrande maggioranza degli estrildidi, anche il diamante di Tanimbar è una specie monogama, dove ambedue i partner collaborano alla costruzione del nido (col maschio che procura il materiale, rappresentato da fili d'erba e ramoscelli, mentre la femmina li intreccia a formare una struttura globosa di una decina di centimetri di diametro), alla cova delle 3-4 uova (che dura circa due settimane) ed alle cure dei nidiacei, che s'involano attorno alla terza settimana dalla schiusa, raramente però allontanandosi dal nido prima che sia trascorsa un'altra settimana.